# Карасук (Алтайский край)
Карасук — село в Советском районе Алтайского края. Входит в состав Кокшинского сельсовета.

## История
Основано в 1825 году. В 1928 году состояло из 344 хозяйств, основное население — русские. В административном отношении село являлось центром Карасукского сельсовета Сростинского района Бийского округа Сибирского края.

## Население
| 1926 | 1997 | 1998 | 1999 | 2000 | 2001 | 2002 | 2003 | 2004 |
| ---- | ---- | ---- | ---- | ---- | ---- | ---- | ---- | ---- |
| 2233 | ↘211 | ↘205 | ↗209 | ↗215 | ↗220 | ↘210 | ↗225 | ↘199 |
| 2005 | 2006 | 2007 | 2008 | 2009 | 2010 | 2011 | 2012 | 2013 |
| ↗203 | ↘185 | ↘176 | ↗180 | ↘161 | →161 | ↘159 | ↘143 | ↗144 |

### Национальный состав
Согласно результатам переписи 2002 года, в национальной структуре населения русские составляли 97 %.

## Известные жители
В селе начальником политотдела МТС трудился Манчха, Пётр Иванович — советский партийный деятель.